# Luisma Villa
Luis Manuel "Luisma" Villa López (n. 11 de agosto de 1989, Isla (Cantabria), España) futbolista español. Juega de interior diestro y su actual equipo es el Sestao River de la Tercera División Española.

## Trayectoria
Luisma se formó en las categorías inferiores del Racing de Santander, llegando a debutar en la 1ª División en el partido que disputó el cuadro montañés en el estadio de La Romareda en el empate a uno frente al Real Zaragoza (01/09/2007) con Marcelino García Toral en el banquillo. Durante las dos siguientes temporadas disputó minutos con el primer equipo, pero jugaba principalmente en el Racing de Santander "B" (2ªB).
Ante la falta de oportunidades en el Racing de Santander y el descenso del filial a 3ª en verano de 2010 abandonó la disciplina cantabra para fichar por el Real Unión C. (2ªB), que acababa de descender de 2ª División.
La siguiente temporada 2011-2012 la inició en las filas del Deportivo Alavés (2ªB), pero en el mercado invernal fichó por la S.D. Amorebieta (2ªB). Curiosamente, el Glorioso que partía con aspiraciones de ascenso quedó fuera de la promoción, mientras que la SDA que debutaba en la categoría se clasificó para la promoción.
En la temporada 2012-2013 regresó a Cantabria para fichar por la S.D. Noja (2ªB) que regresaba a la categoría 10 temporadas después. La grave crisis que ya empezaba a apreciarse en el club cántabro le llevó a dejar el equipo al terminar la temporada con la permanencia asegurada.
En las dos siguientes temporadas vivió su aventura en Inglaterra al fichar por el Barnet F.C. (Conference Premier), donde en la temporada 2014-2015 consiguió el ascenso a la Football League Two siendo uno de los jugadores destacables del equipo inglés.
En verano de 2015 regresó a 2ªB para fichar por el recién ascendido Arenas Club entrenado por Jon Pérez Bolo, consiguiendo la permanencia de manera holgada en su primer año siendo Luisma una de la referencia del equipo. Su segunda temporada en Gobela se ha iniciado de manera fulgurante con 5 goles en 6 partidos hasta se ha lesionado de gravedad.

## Selección nacional
Luisma ha sido internacional con la Selección de fútbol de España sub-19. 

## Clubes
| Club                    | País       | Año       | Categoría          | Part. | Gol. |
| ----------------------- | ---------- | --------- | ------------------ | ----- | ---- |
| Racing de Santander     | España     | 2007-2008 | Primera División   | 1     | 0    |
| Racing de Santander "B" | España     | 2008-2009 | Segunda División B | 34    | 5    |
| Racing de Santander     | España     | 2008-2009 | Primera División   | 1     | 0    |
| Racing de Santander "B" | España     | 2009-2010 | Segunda División B | 26    | 5    |
| Racing de Santander     | España     | 2009-2010 | Primera División   | 1     | 0    |
| Real Unión              | España     | 2010-2011 | Segunda División B | 22    | 2    |
| Deportivo Alavés        | España     | 2011      | Segunda División B | 11    | 1    |
| S.D. Amorebieta         | España     | 2012      | Segunda División B | 15    | 2    |
| S.D. Noja               | España     | 2012-2013 | Segunda División B | 31    | 3    |
| Barnet F.C.             | Inglaterra | 2013-2014 | Conference Premier | 28    | 4    |
| Barnet F.C.             | Inglaterra | 2014-2015 | Conference Premier | 34    | 13   |
| Arenas Club             | España     | 2015-2016 | Segunda División B | 30    | 5    |
| Arenas Club             | España     | 2016-2017 | Segunda División B | 17    | 5    |
| Arenas Club             | España     | 2017-2018 | Segunda División B | 34    | 9    |
| S.D. Ponferradina       | España     | 2018      | Segunda División B | 8     | 0    |
| Bengaluru F.C.          | India      | 2019      | Superliga          |       |      |